# Oust-Marest
Oust-Marest é uma comuna francesa na região administrativa de Altos da França, no departamento de Somme. Estende-se por uma área de 5,8 km². Em 2010 a comuna tinha 638 habitantes (densidade: 110 hab./km²).